# Stellaria nubigena
Stellaria nubigena är en nejlikväxtart som beskrevs av Paul Carpenter Standley. Stellaria nubigena ingår i släktet stjärnblommor, och familjen nejlikväxter. Inga underarter finns listade i Catalogue of Life.